# Arlempdes
Arlempdes település Franciaországban, Haute-Loire megyében. Lakosainak száma 148 fő (2022. január 1.). Arlempdes Barges, Le Brignon, Goudet, Landos, Saint-Arcons-de-Barges, Salettes és Vielprat községekkel határos.

## Népesség
A település népességének változása:
| Lakosok száma | 211  | 182  | 142  | 129  | 135  | 131  | 138  | 143  | 142  | 148  |
|               | 1968 | 1982 | 1990 | 2006 | 2013 | 2015 | 2017 | 2019 | 2020 | 2022 |